# Franz Serafin Exner (Physiker)

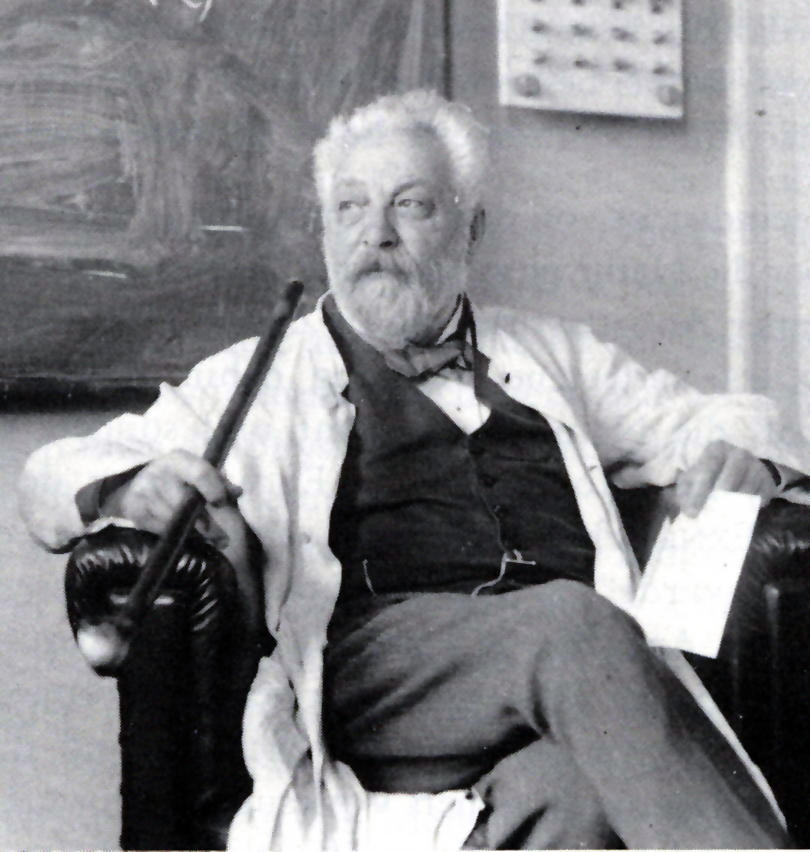
Franz Serafin Exner, 1915

Franz Serafin Exner (* 24. März 1849 in Wien; † 15. November 1926 ebenda) war ein österreichischer Physiker.

## Leben
Franz Serafin Exner (II.) entstammte einer der bedeutendsten Akademiker-Familien der Habsburger-Monarchie. Er war nach Adolf Exner, Karl Exner, Sigmund Exner und Marie von Frisch geb. Exner das jüngste von fünf Kindern der Eltern Franz Serafin Exner und Charlotte Dusensy (1814–1859). Sein Vater Franz Serafin war von 1831 bis 1848 Professor für Philosophie in Prag und seit 1848 Ministerialrat im Unterrichtsministerium in Wien und einflussreicher Reformer des österreichischen Unterrichts- und Universitätswesens, der die österreichische Bildungspolitik nachhaltig beeinflusste.
Er war mit Friederike, der Tochter der Botanikerin Hermine Schuh, verheiratet.
Der Sohn begann im Jahre 1867 sein Physikstudium an der Universität Wien und wurde nach einem Studienjahr in Zürich unter August Kundt promoviert, bei dem er auch mit Kundts Schüler und Assistenten Wilhelm Conrad Röntgen zusammenarbeitete, im Jahre 1871 in Wien zum Doktor der Philosophie. Der größte Einfluss für seine Ausbildung ging von Viktor von Lang aus, dem 1866 an die Universität Wien berufenen Lehrstuhlinhaber für Physik, der seine Entwicklung maßgeblich förderte. 1872 wurde er Assistent an der neu gegründeten Universität in Straßburg bei Kundt, kehrte 1873 nach Wien zurück, um sich ein Jahr später dort mit einer Arbeit Über die Diffusion durch Flüssigkeitslamellen zu habilitieren. Danach war er Assistent von Viktor von Lang in Wien und Honorardozent an der Hochschule für Bodenkultur. 1879 erfolgte seine Ernennung zum Extraordinarius und 1891 zum Ordinarius des Chemisch-Physikalischen Instituts, 1902 umbenannt in „Zweites Physikalisches Institut“, als Nachfolger von Johann Josef Loschmidt, der als Freund der Exnerfamilie sich nach dem frühen Tod der Eltern um die „Exner-Kinder“ gekümmert hatte. Nachdem Exner eines von den am 1. Januar 1896 durch seinen Verfasser und Exners Freund Röntgen verschickten Separatabdrucken von Ueber eine neue Art von Strahlen erhalten hatte und einem kleinen Kollegenkreis unter Anwesenheit von Professor Ernst Lecher gezeigt hatte, überließ er das, auch Kopien einiger der ersten Röntgenaufnahmen enthaltende, Material Ernst Lechner, dessen Vater, Zacharias Konrad Lecher (1829–1905), die Nachricht von der Entdeckung der X-Strahlen dann als Herausgeber von Die Presse am 5. Januar in Wien erstmals öffentlich machte. Als Exner 1908 zum Rektor der Wiener Universität ernannt wurde, stand er auf dem Höhepunkt seiner Wissenschaftlichen Aktivitäten; er war innerhalb einer Generation zum „Zentrum der Österreichischen Physik“ geworden. 1920 wurde er emeritiert.
In seinen späten Jahren beschäftigte er sich in einem nicht veröffentlichten Werk „Vom Chaos zur Gegenwart“ mit philosophisch-kulturhistorischen Aspekten eines kulturellen bzw. wissenschaftlichen Fortschritts der Menschheit im damaligen Spannungsfeld von Oswald Spenglers Theorien zum „Untergang des Abendlandes“.
Sein Grab befindet sich am Sieveringer Friedhof im 19. Wiener Gemeindebezirk Döbling.

## Bedeutung

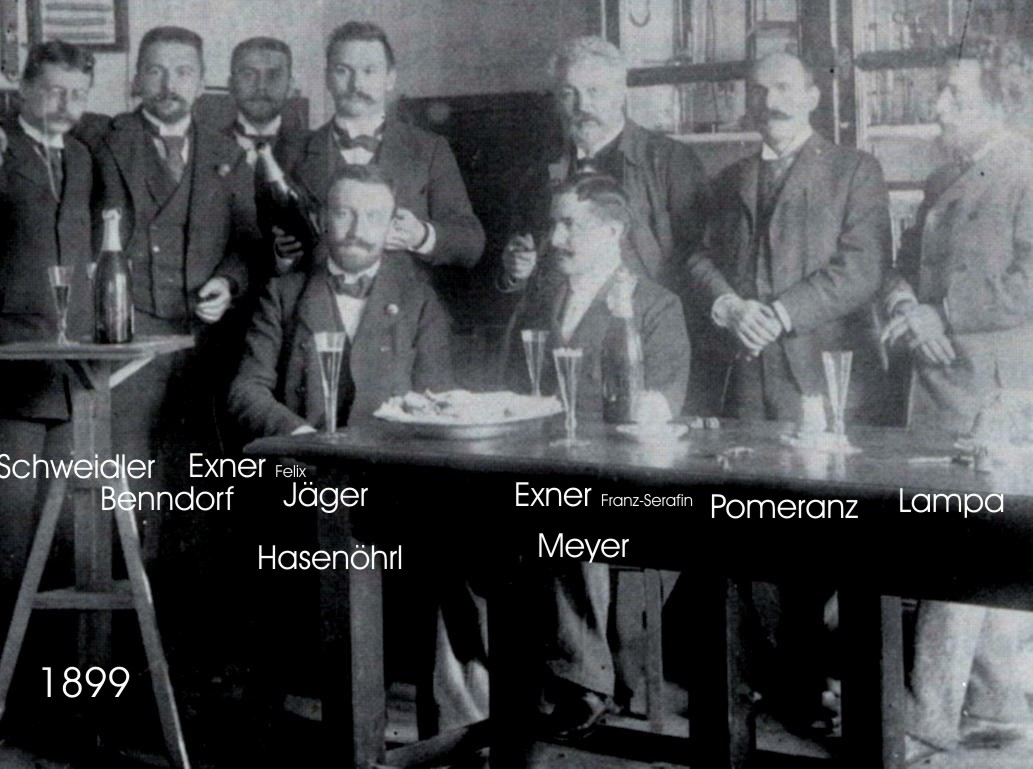
Franz Serafin Exner und seine Schüler, 1899

Franz Exner wird von seinen Schülern als ein vielseitiger, hochgebildeter und kultivierter Physiker mit starken Visionen beschrieben. Er war Pionier in zahlreichen Gebieten der modernen Physik. Ihm ist es großenteils zu verdanken, dass man sich in Österreich bereits früh mit den aufkommenden Themen der Radioaktivität, Spektroskopie, Elektrochemie (Galvanisches Element), der Elektrizität in der Atmosphäre und der Farbentheorie beschäftigte.

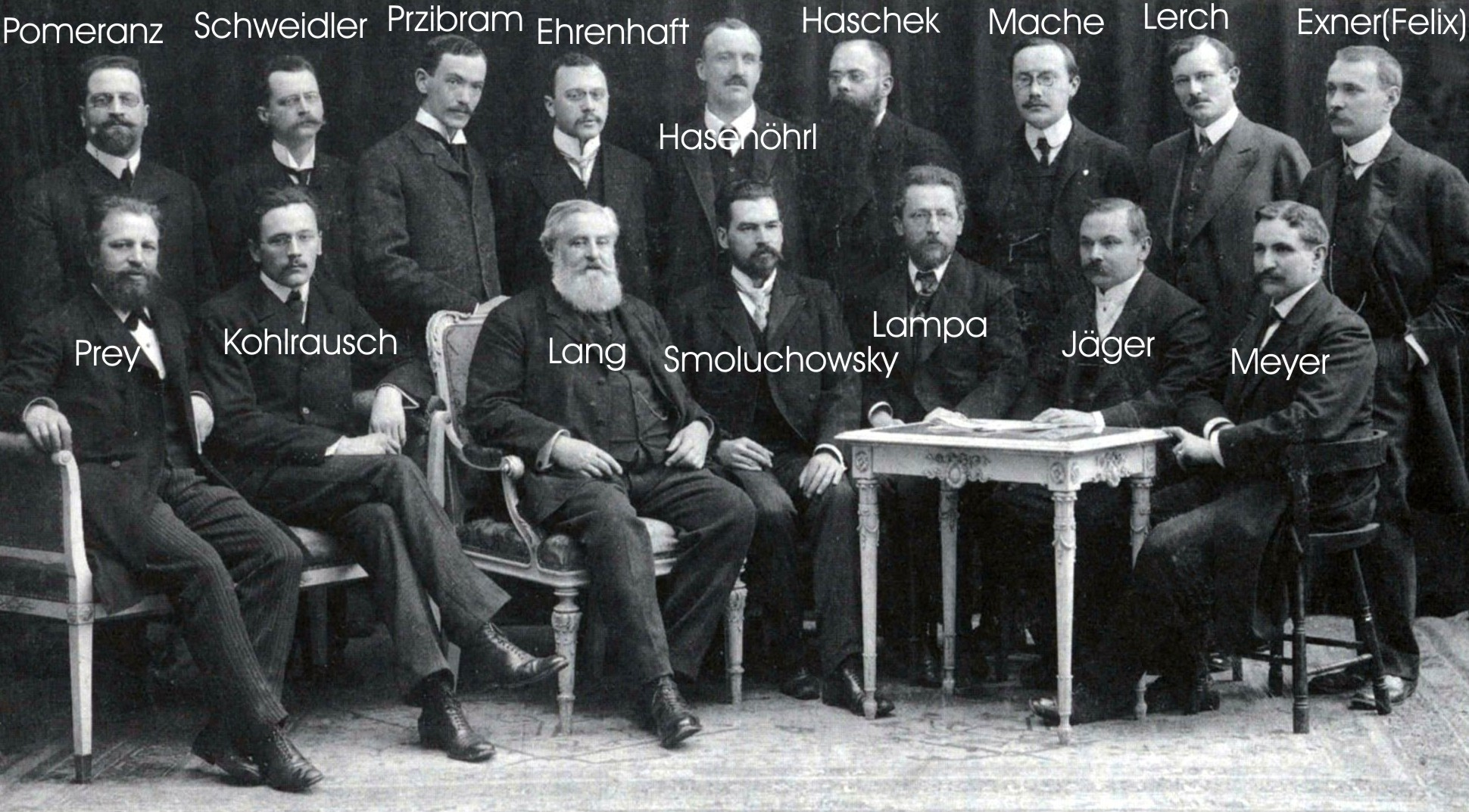
Exner-Kreis, geschart um Jubilar Viktor von Lang, 1908

Zu seinen berühmtesten Schülern gehörten Marian Smoluchowski, ein Wiener polnischer Abstammung, der unabhängig von Albert Einstein und Friedrich Hasenöhrl eine Theorie zur Brownschen Molekularbewegung entdeckte, Victor Franz Hess, dessen Aufmerksamkeit für das spannende und umfangreiche Thema der Luftelektrizität und der damit verbundenen Radioaktivität von Franz Exner, gemeinsam mit Egon Schweidler, einem Pionier in der Erforschung der Luftelektrizität, geweckt worden war und der mit seiner Entdeckung der „kosmischen Strahlung“ später den Nobelpreis erhielt, und der spätere Nobelpreisträger Erwin Schrödinger, der 1911 bei Exner begann, wo er in den folgenden Jahren als Aushilfsassistent arbeitete und sich 1914 mit „Studien über Kinetik der Dielektrika, den Schmelzpunkt, Pyro- und Piezoelektrizität“ habilitierte und schließlich Stefan Meyer, der der erste Direktor des von Exner begründeten „Instituts für Radiumforschung“ wurde. Er war der Doktorvater von Lise Meitner.
In den Dekaden 1920 und 1930 waren die meisten physikalischen Lehrstühle mit Schülern von Exner besetzt: Josef Thuma, Brünn, später Ordinarius in Prag, Anton Lampa, Prag, Hans Benndorf, Graz, Marian von Smoluchowski, Lemberg, Krakau, Stefan Meyer, Wien, Egon Schweidler, Innsbruck, Wien, Eduard Haschek, Extraordinarius Wien, Friedrich Hasenöhrl, Wien, Arthur Szarvassi, Brünn, Heinrich Mache, Wien, Viktor Conrad, Brünn, später USA, Felix Maria von Exner-Ewarten, Wien, Friedrich von Lerch, Innsbruck, Karl Przibram, Wien, Felix Ehrenhaft, Wien, Erwin Lohr, Brünn, Wilhelm Matthäus Schmidt, Wien, Franz Aigner, Wien, Victor Franz Hess, Graz, Innsbruck, New York, Fritz Kohlrausch, Graz, Ludwig Flamm, Wien, Erwin Schrödinger, Jena, Leipzig, Zürich, Berlin, Graz, Dublin, Wien, Hans Thirring, Wien.

## Schriften (Auswahl)
- mit Wilhelm Conrad Röntgen: Über die Anwendung eines Eiskalorimeters zur Bestimmung der Intensität der Sonnenstrahlung. In: Sitzungsberichte der Mathematisch-Naturwissenschaftlichen Classe der Kaiserlichen Akademie der Wissenschaften. Band 69, 1874, S. 228, OBV.
- Vorlesungen über Elektricität. Deuticke, Leipzig/Wien 1888, OBV.
- mit Sigmund Exner: Die physikalischen Grundlagen der Blütenfärbungen. In: Sitzungsberichte der mathematisch-naturwissenschaftlichen Classe der kaiserlichen Akademie der Wissenschaften. Band 119/I. K.k. Hof- und Staatsdruckerei, Wien 1910, S. 191–245, ÖNB.
- Vorlesungen über die physikalischen Grundlagen der Naturwissenschaften. Deuticke, Wien 1919, OBV. (95 voll ausgearbeitete Physik-Vorlesungen, davon 23 über den Äther der Physik).
- Vom Chaos zur Gegenwart. Eine kulturhistorische Studie. (Als Manuskript gedruckt). Eigenverlag, Wien 1923, OBV.

## Auszeichnungen, Ehrungen
- 1881: Mitglied der Deutschen Akademie der Naturforscher Leopoldina[5]
- 1885: korrespondierendes und 1896 wirkliches Mitglied der k.k. Österreichischen Akademie der Wissenschaften
- 1937: Gedenktafel im Arkadenhof der Universität Wien[6], Künstler Michael Powolny